# Gigi Garanzini
Luigi Garanzini detto Gigi (Biella, 12 gennaio 1948) è un giornalista, scrittore e conduttore radiofonico italiano.

## Biografia
La sua carriera ha avuto inizio nel 1974 a La Notte, accumulando poi varie esperienze sia sulla carta stampata, sia televisive. Ha diretto il centro stampa di Milano per il campionato del mondo 1990, nonché, dal 1990 al 1993, le relazioni esterne del settore tecnico di Coverciano. Ha collaborato con i vari quotidiani italiani, come Corriere della Sera, La Voce, la Repubblica, La Stampa e Il Sole 24 Ore.
In televisione ha collaborato con l'emittente lombarda Telelombardia e, tra il 1986 e il 1989, con la Fininvest. Tra il 1995 e il 1997 ha condotto su Rai 3 Il processo del lunedì, trasmissione in cui si parlava di calcio in modo pacato, con i conduttori e gli ospiti seduti a un tavolo mentre mangiavano pasticcini e bevevano caffè e acqua; la trasmissione durò fino al 1997 e, durante la stagione 2006-2007, tale format è stato ripreso da Sky Sport con il nome de L'osteria del pallone.
Dal 1999 al 2012 ha condotto su Radio 24 la trasmissione radiofonica quotidiana A tempo di sport, nella quale parlava di calcio e di sport in generale. Nel frattempo, nel 2011 ha condotto sull'emittente locale Studio 1 il talk show calcistico Studio 1 Football Club.
Dal marzo 2020 conduce insieme a Nicola Filippone il podcast Slow Foot, dove si parla di calcio sia approfondendo tematiche di attualità che riscoprendo fatti ed episodi memorabili della storia del calcio.
Nel 2024 si è aggiudicato il premio giornalistico in memoria di Piero Dardanello, targa alla carriera.

## Opere
- Il romanzo del vecio, prefazione di Indro Montanelli, Milano, Baldini Castoldi Dalai Editore, 1997, ISBN 88-8089-291-6.
- Gigi Garanzini e Carlo Petrini, In Francia con l'Italia, Milano, Baldini Castoldi Dalai Editore, 1998, ISBN 88-8089-474-9.
- Nereo Rocco. La leggenda del paròn, Milano, Baldini Castoldi Dalai Editore, 1999, ISBN 88-8089-434-X.
- E continuano a chiamarlo calcio, Segrate, Mondadori, 2007, ISBN 978-88-04-56733-2.[7]
- Nereo Rocco. La leggenda del paròn continua, Segrate, Mondadori, 2009, ISBN 978-88-04-58827-6.
- Nereo Rocco. La leggenda del paròn continua (Nuova edizione, Centenario della nascita), Segrate, Mondadori, 2012, ISBN 978-88-04-62327-4
- Il minuto di silenzio. La storia del calcio attraverso i suoi eroi, Segrate, Mondadori, 2017, ISBN 978-88-04-67355-2.